# داميان ودي
داميان ودي (بالإنجليزية: Damien Woody)‏ هو لاعب كرة قدم أمريكية أمريكي، ولد في 3 نوفمبر 1977 في Beaverdam, Virginia ‏ في الولايات المتحدة.

## وصلات خارجية
- داميان ودي على موقع إي إس بي إن.كوم (أن.أف.أل)3
- داميان ودي على موقع مرجع كرة القدم المحترفة.كوم (الإنجليزية)